# Antonius Johannes van den Broek

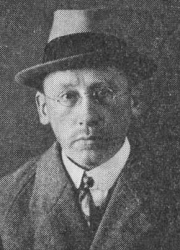
Antonius Johannes van den Broek

Antonius Johannes van den Broek (ur. 1870, zm. 1926) – holenderski fizyk amator, z wykształcenia prawnik. W 1913 r. podał właściwą interpretację numeru porządkowego pierwiastka w układzie okresowym utożsamiając wartość ładunku elektrycznego jądra atomowego z numerem porządkowym pierwiastka.

## Życiorys
W 1895 r. uzyskał doktorat z prawa na uniwersytecie w Lejdzie. Po uzyskaniu wykształcenia pracował jako adwokat.